# Torrente 2: Misión en Marbella
Torrente 2: Misión en Marbella è un film del 2001 diretto da Santiago Segura.